# 韦莱姆
韦莱姆，是匈牙利沃什州所辖的一个村，总面积8.61平方公里，总人口343，人口密度39.8人/平方公里（2010年1月1日）。